# Archéparchie d'Alep des Syriens
L'archéparchie d'Alep des Syriens (en latin: Archieparchia Aleppensis Syrorum) est un territoire ecclésiastique de l'Église catholique syriaque en Syrie, immédiatement sujet du Saint-Siège, qui a son siège à la cathédrale Notre-Dame-de-L'Assomption à Alep. 
En 2012, elle comptait environ 10 000 baptisés. Elle est sous la juridiction de Mgr Denis Antoine Chahda.

## Territoire
L'archéparchie comprend la ville d'Alep, au nord de la Syrie. Le territoire est subdivisé en deux paroisses.

## Historique
Le siège d'Alep des Syriens est le premier à trouver la pleine union avec Rome; avec des évêques catholiques depuis le 28 janvier 1659.
Dans les années 1802-1812, 1828-1851 et 1874-1892, Alep fut le siège du patriarcat d'Antioche des Syriens et donc une archéparchie propre du patriarcat.

Églises catholiques syriaques à Alep
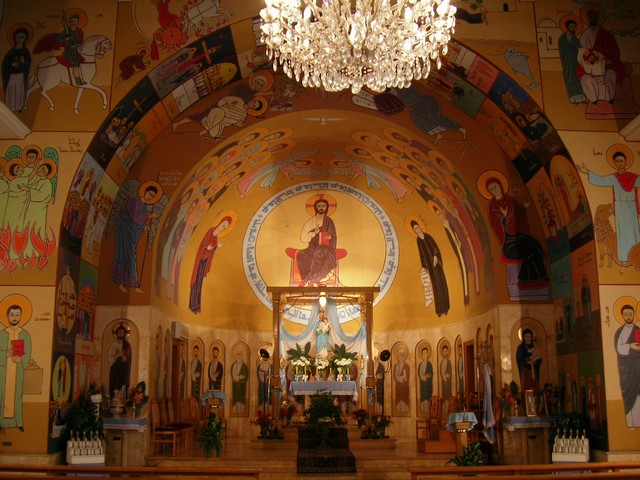
Église Saint-Éphrem le Syrien à Alep en 2006.
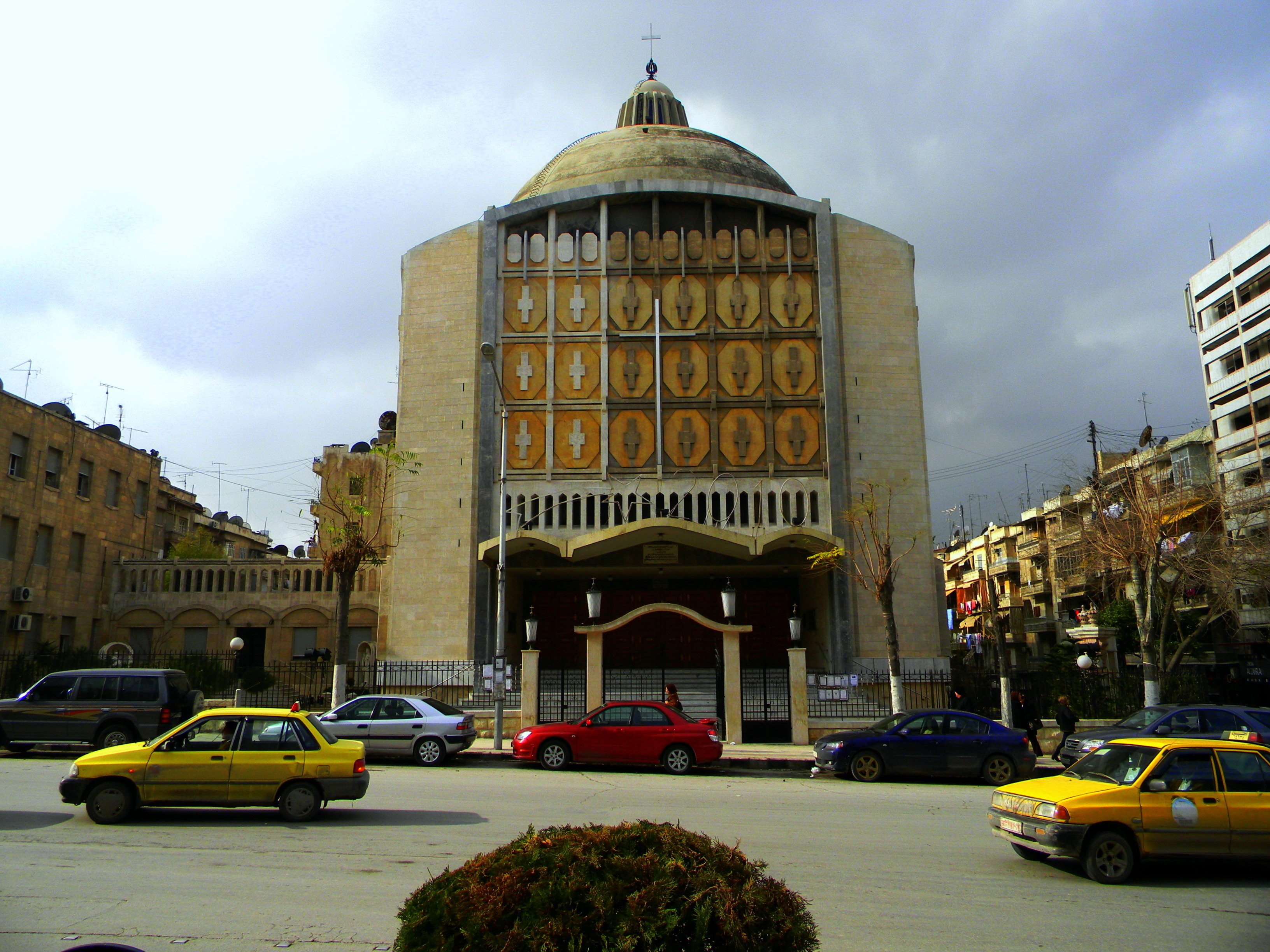
Cathédrale Notre-Dame-de-l'Assomption des Syriaques d'Alep en 2011.

## Liste des ordinaires
- André Akhidjan † (28 janvier 1659 - 24 juillet 1677 décédé) (devient en 1662 patriarche d'Alep)
- Denys Amin Kahn Risqallah † (4 avril 1678 - 18 novembre 1701 décédé)
- Michel Jarweh † (19 juillet 1780 - 15 décembre 1783 confirmé patriarche d'Antioche)
- ...
  - Siège patriarcal (1802-1812)
- Michel Daher † (1812 - 1816 décédé)
- Denys Michel Hardaya † (1817 - 6 janvier 1827 décédé)
  - Siège patriarcal (1828-1851)
- Denis Joseph Hayek † (18 avril 1854 - 1862 ?)[2]
- Georges Chelhot † (25 mai 1862 - 21 décembre 1874 confirmé patriarche d'Antioche)
  - Siège patriarcal (1874-1892)
- Éphrem Rahmani † (1er mai 1894 - 28 novembre 1898 confirmé patriarche d'Antiochia)
  - Sede vacante (1898-1903)
- Denis Ephrem Naccasché † (5 avril 1903 - 1919 décédé)
- Abdoul-Ahad Dawoud Tappouni † (24 février 1921 - 15 juillet 1929 confirmé patriarche d'Antioche)
- Denis Habib Naassani † (5 mars 1932 - 29 avril 1949 décédé)
- Denis Pierre Hindié † (5 août 1949 - 5 mars 1959 décédé)
- Antoine Hayek † (27 mai 1959 - 10 mars 1968 élu patriarche d'Antioche)
- Denis Philippe Beilouné † (19 août 1968 - 22 décembre 1990 décédé)
- Denis Raboula Antoine Beylouni (1er juin 1991 - 16 septembre 2000 démissionne)
- Denis Antoine Chahda, depuis le 13 septembre 2001

## Statistiques
Le diocèse comptait à la fin de l'année 2009 huit prêtres séculiers pour 8 000 baptisés, trois religieuses et un diacre permanent.